# Trzosowo
Trzosowo (Trosowo) – przysiółek wsi Cis w Polsce położony w województwie pomorskim, w powiecie starogardzkim, w gminie Zblewo na Kociewiu w pobliżu trasy linii kolejowej Tczew-Chojnice-Piła.
W latach 1975–1998 miejscowość administracyjnie należała do województwa gdańskiego.